# Освајачи олимпијских медаља у атлетици — 4.000 метара препреке за мушкарце
Освајачи олимпијских медаља у атлетици за мушке у дисциплини 4.000 метара препреке, која је на програму игара била само 1900, приказани су у следећој табели.
| Дисциплина         |                                | Резултат |                                  | Резултат |                                     | Резултат |
| Париз 1900. детаљи | Џон Ример Уједињено Краљевство | 12,58,4  | Чарлс Бенет Уједињено Краљевство | 12:58,6  | Сидни Робинсон Уједињено Краљевство | 12:58,8  |